# Dynoides amblysinus
Dynoides amblysinus là một loài chân đều trong họ Sphaeromatidae. Loài này được Pillai miêu tả khoa học năm 1954.